# NXT TakeOver: Orlando
NXT TakeOver: Orlando è stata la quattordicesima edizione della serie NXT TakeOver, prodotta dalla WWE per il roster di NXT, e trasmessa in diretta sul WWE Network. L'evento si è svolto il 1º aprile 2017 all'Amway Center di Orlando (Florida).

## Storyline
La serie di NXT TakeOver, riservata ai lottatori di NXT, è iniziata il 29 maggio 2014, con lo show tenutosi alla Full Sail University di Winter Park (Florida).
Nel primo match della serata, No Way Jose non poté partecipare all'evento e per questo motivo venne scelto Kassius Ohno per sostituirlo.

## Risultati
| # | Match                                                                           | Stipulazioni                                                             | Durata |
| - | ------------------------------------------------------------------------------- | ------------------------------------------------------------------------ | ------ |
| N | Peyton Royce (con Billie Kay) ha sconfitto Aliyah                               | Single match                                                             | 02:53  |
| N | Heavy Machinery hanno sconfitto The Bollywood Boyz                              | Tag Team match                                                           | 03:22  |
| N | Oney Lorcan ha sconfitto El Vagabundo                                           | Single match                                                             | 02:50  |
| 1 | SAnitY hanno sconfitto Kassius Ohno, Roderick Strong, Tye Dillinger e Ruby Riot | Eight-person Mixed Tag Team match                                        | 12:30  |
| 2 | Aleister Black ha sconfitto Andrade "Cien" Almas                                | Single match                                                             | 09:35  |
| 3 | The Authors of Pain (c) (con Paul Ellering) hanno sconfitto #DIY e The Revival  | Triple Threat Tag Team Elimination match per l'NXT Tag Team Championship | 23:50  |
| 4 | Asuka (c) ha sconfitto Ember Moon                                               | Single match per l'NXT Women's Championship                              | 12:10  |
| 5 | Bobby Roode (c) ha sconfitto Shinsuke Nakamura                                  | Single match per l'NXT Championship                                      | 28:20  |

La lettera N indica un match andato in onda nella successiva puntata di NXT.